# Kirill Dmitrijewitsch Kudrjaschow
Kirill Dmitrijewitsch Kudrjaschow (russisch Кирилл Дмитриевич Кудряшов; * 21. August 1987 in Jurjew-Polski) ist ein russischer Biathlet.
Kirill Kudrjaschow trat international erstmals bei den Sommerbiathlon-Weltmeisterschaften 2011 in Nové Město na Moravě in Erscheinung. Im Sprintrennen platzierte er sich mit vier Schießfehlern auf dem 26. Platz, im auf dem Sprint basierenden Verfolgungsrennen wurde er mit sieben Fehlern 25. Als jeweils Schwächster der sechs angetretenen Russen hatte er keine Chance auf eine Nominierung für die Staffel.